# 우리탕

보빙사, 아래줄 맨 오른쪽이 우리탕

우리탕(Wu Litang, 吳禮堂, 1843년 ~ 1912년)은 청나라의 통역관 및 외교관이었다.
상하이에 공부하러 나왔다가 프랑스의 로 치룰 후작과 동문이 되었고, 함께 비적들에게 납치를 당하는 시련을 통해 긴밀한 관계를 형성하게 된다. 이런 인연으로 로 치룰 후작은 우리탕을 프랑스로 데려가게 되고 그곳에서 7년간 공부하게 된다.
우리탕은 이후 고국으로 돌아와 프랑스 영사관이 창설될 때 통역관이 되었으며 29세에 청국 대관의 서양 시찰 때 수행하여 유럽으로 다시 가게 된다. 37세에 스페인 주재 청국 공사관에서 서기관으로 근무시 20세 연하의 아말리아(Amalia Amador)를 만나 결혼한다.
그 후 부친의 병세가 위독하여 고국으로 돌아오게 되고, 1883년 묄렌도르프의 초청으로 조선으로 와서 인천 해관에서 근무하다가 한 달도 못되어 보빙사의 일원으로 미국으로 건너가게 된다. 뮐렌도르프가 떠난 후에도 우리탕은 인천해관에서 오랜동안을 근무하다가 후에는 용산과 원산의 상무위원을 역임했고, 1890년에 은퇴한다.
1901년 6월에 만국공원의 아래쪽에 제물포에 거주하는 외교관과 사업가들 30여명이 친목을 위하여 제물포 구락부(Chemulpo Club)를 설립하였는데 우리탕은 여기의 유력한 회원이었다.
프랑스 로 후작이 전 재산을 우리탕에게 유산으로 남기게 되면서 일약 재산가가 되는데 인천 해관에서 물러난 후 부동산 등으로 많은 재산을 축적하게 되고, 아내의 요구에 응해서 대저택을 짓는다. 이 집은 1911년 12월 완공되었는데 우리탕은 반 년 후인 1912년 6월에 세상을 떠났다.
그 후 아내와 장조카 사이에 유산 상속에 대한 분쟁이 있었으며 결국 반씩 나누게 되었지만, 소송 비용으로 대부분 탕진하게 되어 두 사람 모두 재산상의 큰 이익은 보지 못했다고 한다.
청학동 외국인 묘지에 아내와 함께 매장되었다.
답동 성당의 종은 우리탕 부부가 봉헌한 것이다.